# 2012年5月ギリシャ議会総選挙
2012年5月ギリシャ議会総選挙（ギリシア語: Ελληνικές βουλευτικές εκλογές Μαΐου 2012）は、ギリシャにおける立法府であるギリシャ議会を構成する議員を改選するために行われた選挙で、2012年5月6日に投票が実施された。

## 概要
2012年4月11日に議会が解散されたことによる選挙である。2011年11月、連立与党は2013年の任期満了を待たずに議会を解散し総選挙を実施することで合意していた。2010年1月に財政危機が表面化し、国民に負担を強いる改革や緊縮財政を実施してきた連立与党である中道右派の新民主主義党（ND）と中道左派の全ギリシャ社会主義運動（PASOK）がそれぞれ審判を受ける形となり、両党は合計議席で過半数割れした。そのため、新たな連立政権の枠組みが協議されたが合意に至らず、再選挙を6月17日に実施することが決まった（再選挙の詳細は2012年6月ギリシャ議会総選挙を参照）。パプーリアス大統領によってパナギオティス・ピクラメノスが暫定首相に任命され、再選挙後に本格政権が発足するまでの選挙管理内閣が組閣された。

## 基礎データ
- 選挙事由：議会解散
- 投票日：5月6日
- 選挙権：18歳以上のギリシャ国民
- 総定数：300議席
- 選挙制度：非拘束名簿式比例代表制（一部、拘束名簿式比例代表制）。得票率トップの政党に対する優先配分制度あり（自動的に50議席を配分）[2]。
- 投票方法：政党名簿に投票。投票した政党候補者名簿に搭載されている候補者に対する優先投票も可能。
- 阻止条項：有効投票総数の3％未満

選挙制度に関する出典：三輪和宏「－資料－諸外国の下院の選挙制度」 (PDF) 国立国会図書館『レファレンス』No671（2006年12月）　

## 選挙結果
連立与党であるNDとPASOKの合計議席で過半数割れする結果となった。NDは得票率第1位の政党に50議席を加算する制度によって前回より26議席を増やしたが、得票では前回の33％から15％近くも減らす結果となった。そして前回選挙で単独過半数を占めたPASOKは41議席の確保に留まり、第3党に転落した。他方、NDとPASOKの大連立政権が進める緊縮財政政策に反対してきた急進左翼連合（SYRIZA）は前回比で得票を3倍強の増、議席でも39議席増の52議席となり第2党に躍進した。またNDから離党した議員で結成された新党の独立ギリシャ人が33議席、ギリシャ共産党は5議席増の26議席、極右政党の「黄金の夜明け」が21議席を獲得して国会に初進出した他、2010年に結成された民主的左翼が19議席となった。
投票率：65.10％（有権者9,949,401名/投票者名6,476,751）
| 党派                         | 得票数    | 得票率 | 議席数 | 前回比 |
| ---------------------------- | --------- | ------ | ------ | ------ |
| ND 新民主主義党              | 1,192,051 | 18.85% | 108    | +26    |
| SYRIZA 急進左派連合          | 1,061,282 | 16.78% | 52     | +39    |
| PASOK 全ギリシャ社会主義運動 | 833,527   | 13.18% | 41     | -119   |
| ANEL 独立ギリシャ人          | 670,957   | 10.60% | 33     | +33    |
| KKE ギリシャ共産党           | 536,072   | 8.48%  | 26     | +5     |
| XA 黄金の夜明け              | 441,018   | 6.97%  | 21     | +21    |
| DIMAR 民主左派               | 386,263   | 6.11%  | 19     | +19    |
| LAOS 正教民衆集会            | 183,467   | 2.90%  | 0      | -15    |
| その他の党派                 | 1,020,112 |        | 0      |        |
| 合計                         | 6,324,096 |        | 300    |        |

出典：Υπουργείο Εσωτερικώνギリシャ内務省（2012年6月18日閲覧） 　